# Chandrapura -Chatrakane, Anekal
Chandrapura -Chatrakane là một làng thuộc tehsil Anekal, huyện Bangalore Urban, bang Karnataka, Ấn Độ.